# Polar-Mohr
Die POLAR-Mohr Maschinenvertriebsgesellschaft GmbH & Co. KG war ein deutsches Maschinenbauunternehmen mit Sitz in Hofheim am Taunus, das hauptsächlich Maschinen zur Druckweiterverarbeitung, insbesondere Schneidemaschinen und Stanzen, herstellte. Das Unternehmen war in seiner Branche weltweit Marktführer und kam im Jahr 2000 in Deutschland auf einen Marktanteil von 65 bis 70 Prozent. Im Jahr 2023 wurde das Unternehmen aus seiner Insolvenz heraus zerschlagen und von Investmentgesellschaften übernommen.

## Geschichte

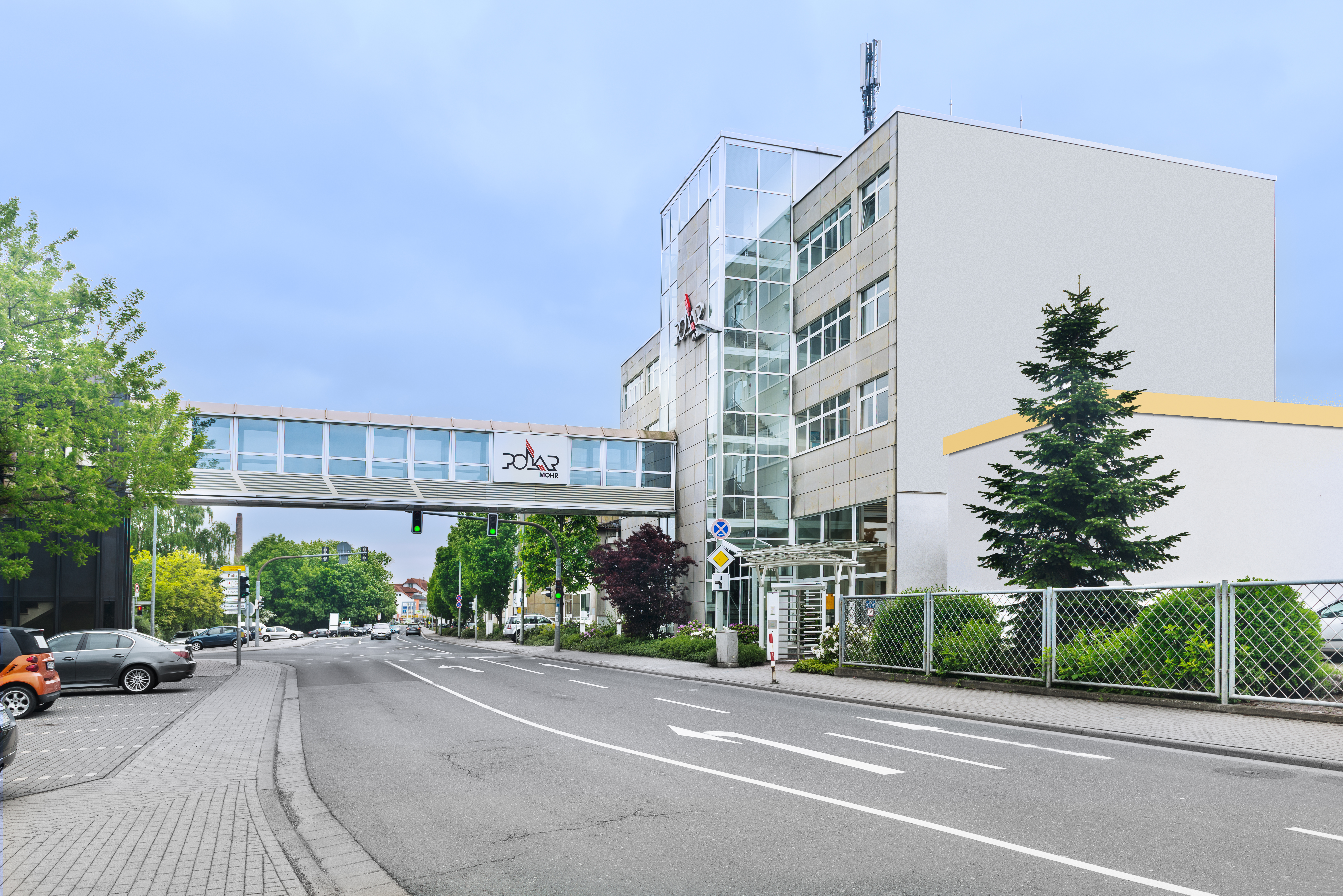
Polar-Mohr Hauptgebäude in Hofheim

Die Polar-Mohr GmbH ist die Vertriebsgesellschaft für die Produkte der 1906 in Hofheim gegründeten Adolf Mohr Maschinenfabrik GmbH & Co. KG. Anfänglich produzierte das Unternehmen Holzbearbeitungsmaschinen, vorwiegend für die Holzindustrie. Bekannt wurde der damalige Inhaber, Adolf Mohr, durch seine im Jahr 1909 patentierten Messerwellen für Dickenhobelmaschinen, die erstmals über Kugellager verfügten, wodurch ein Heißlaufen an den „Polen“ vermieden werden konnte. Hieraus ergab sich auch der Produktname Polar. Ab 1947 erweiterte das Unternehmen sein Angebot um Papierschneidemaschinen, da die bisherigen etablierten Hersteller alle in der sowjetischen Besatzungszone ihre Standorte hatten und sich somit eine Marktlücke im Westen auftat. Seit 1949 arbeitet die A. Mohr Maschinenfabrik eng mit der Heidelberger Druckmaschinen AG zusammen. Nachdem der Gründer verstorben war, führte von 1941 an seine Witwe Ernestine Rudolfine Mohr das Unternehmen weiter. Anfang 1942 erfolgte mit dem Eintritt des Ingenieurs Rudolf Mohr und des Kaufmanns Karl Mohr als Gesellschaftern die Umwandlung in eine Offene Handelsgesellschaft.
1947 entwickelte Polar erstmals elektrisch gesteuerte Einmesser-Schnellschneider, die unter dem Namen Polar schnell bekannt wurden (Dieser Produktname wurde für alle folgenden Modelle beibehalten). 1952 entwickelte man eine Schneidemaschine mit Lichtabtastsystem. In der Folgezeit konnte die A. Mohr Maschinenfabrik mit zahlreichen Neuentwicklungen die Rationalisierungsbestrebungen der grafischen Branche unterstützen. 1958 wurde die 5000. „Polar“ ausgeliefert. 1956 präsentierte Mohr die erste magnetbandgesteuerte Schneidemaschine, 1978 die erste computergesteuerte. 1979 wurde der 50.000. Polar- Schnellschneider verkauft. 1989 bezog das Unternehmen sein neues Technisches Verwaltungsgebäude am heutigen Standort in der Hattersheimer Straße. 1992 wurde ein neues Firmenlogo eingeführt. In den 1990er Jahren veränderte sich die Produktion hin zu kompletten Druckverarbeitungssystemen mit individuellen Prozesskomponenten, die 2000 um Komponenten für die Etikettenfertigung ergänzt wurden. 2006 wurde ein Produktionswerk in China in Betrieb genommen, das Schneidemaschinen für den dortigen Bedarf herstellt. 2011 erwarb das Unternehmen den Maschinenbauer „Dienst Verpackungstechnik GmbH“. Das Tochterunternehmen stellt Maschinen und Systeme für das automatische Verpacken von Waren, sogenannte Kartonierer, her.
Im August 2022 beantragte das Unternehmen, das von der Frankfurter Allgemeinen Zeitung damals als Marktführer für Schneidemaschinen bezeichnet wurde, die Insolvenz im Rahmen eines Schutzschirmverfahrens. Als Grund wurden Lieferengpässe bei Komponenten angegeben. Zu diesem Zeitpunkt verfügte Polar Mohr über rund 380 Mitarbeiter. Die auf Restrukturierungen spezialisierte Rechtsanwaltskanzlei Schiebe und Collegen betreute die Generalvollmacht. Im Februar 2023 wurde die Übernahme von zwei der drei operativen Gesellschaften von Polar-Mohr durch das österreichische Investmentunternehmen Sol Capital Management bekannt. Die Übernahme betraf die Adolf Mohr Maschinenfabrik GmbH & Co. KG und die Polar Mohr Maschinenvertriebsgesellschaft GmbH & Co KG mit zusammen rund 300 Mitarbeitern. Sie wurden als Polar Cutting Technologies GmbH weitergeführt. Zentrales Element dieser Regelung war der zu diesem Zeitpunkt bereits erfolgte Verkauf des Firmengrundstücks und der mit der Stadt Hofheim vereinbarte Umzug auf ein kleineres, neu anzulegendes Gewerbegelände. Im April 2023 vermeldete Schiebe und Collegen, dass die noch verbleibende Dienste Verpackungstechnik GmbH mit rund 70 Mitarbeitern vom Münchener Investmentunternehmen Solvesta Beteiligungs GmbH werde. Dienst wurde in diesem Zusammenhang als Weltmarktführer für Verpackungsmaschionen für Tiefkühlpizzen bezeichnet.
Im Juli 2025 hat der Hersteller von Offsetdruckmaschinen Heidelberger Druckmaschinen die Technologie für die Produkte von Polar Mohr für die Druckweiterverarbeitung exklusiv erworben – einschließlich Patenten, gewerblichen Schutzrechten und Marke.

## Produkte

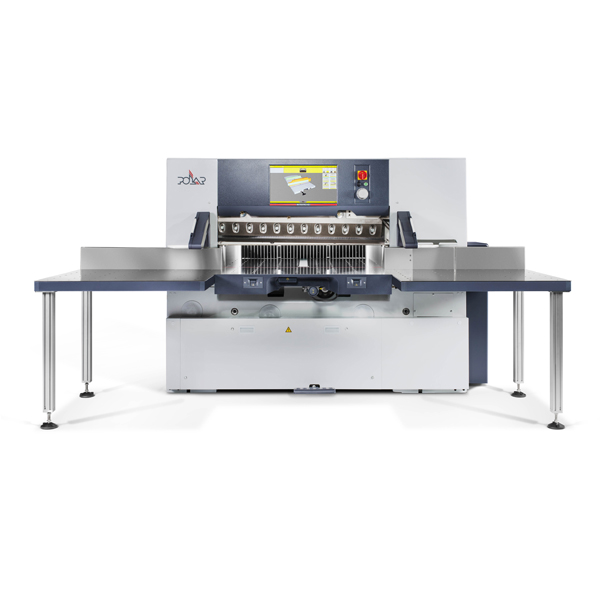
Schnellschneider mit Schnittbreite 1760 mm der Generation N

- Schnellschneider für alle Formatbereiche in den Schnittbreiten: 780 mm, 920 mm, 1150 mm, 1370 mm, 1760 mm
- Hydraulische Schneidemaschinen für Digitaldruck im Halb- und Mittelformat in den Schnittbreiten: 560 mm, 660 mm, 800 mm, 1150 mm
- Peripheriegeräte: Stapelwender, Stapellift, Transomat Be- und Entlader, Rüttelautomaten, Puffereinrichtungen, Förderelemente und Greifersysteme
- Solostanzen und Stanzsysteme für die Etikettenherstellung: Schneidetiketten, Stanzetiketten (Durchstoßprinzip und Gegendruckverfahren)
- Banderolierautomaten zum Bündeln von fertigen Nutzenstapeln
- Dreiseitenschneider (Book Cutter) zum automatischen Dreiseitenbeschnitt von klebegebundenen oder sammelgehefteten Druckerzeugnissen mit nur einem Messer
- Laserschneider für die wirtschaftliche Veredelung von klein-, mittel- und großvolumigen Auflagen
- Software Compucut: erstellt Schneidprogramme automatisch aus den Druckvorstufendaten[10]